# Villedieu-sur-Indre

Villedieu-sur-Indre este o comună în departamentul Indre, Franța. În 1 ianuarie 2022 avea o populație de 2.615 de locuitori.